# Golicyn

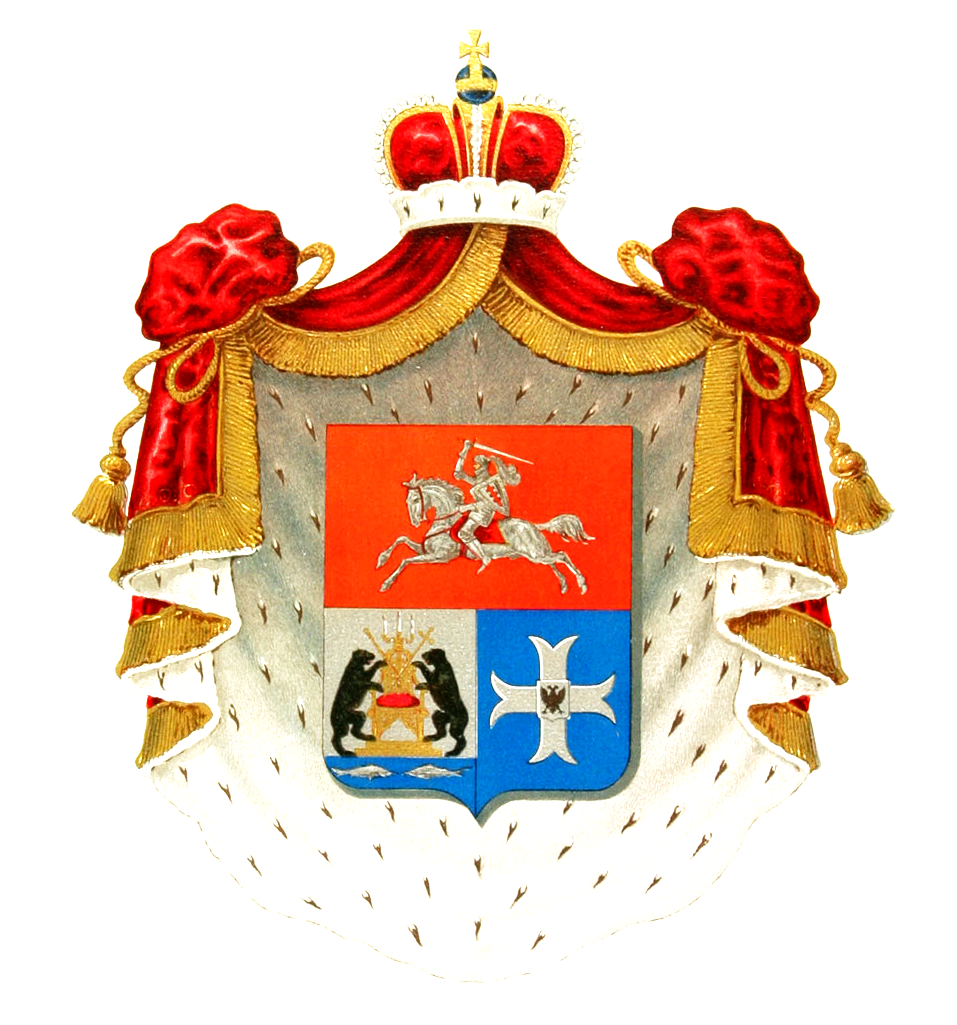
Stemma principesco del Casato dei Galitzine

La famiglia Golicyn (in russo Голи́цын?, traslitterato anche come Galitzine, Golitsyn, Golitzin, Golytzin o Golitsin) è una delle più grandi e nobili case principesche dell'Impero russo. Dopo l'estinzione della famiglia dei Korecki avvenuta nel XVII secolo, i Golicyn hanno dimostrato di essere gli eredi dinastici dei Gediminidi.

## Storia

### Origini

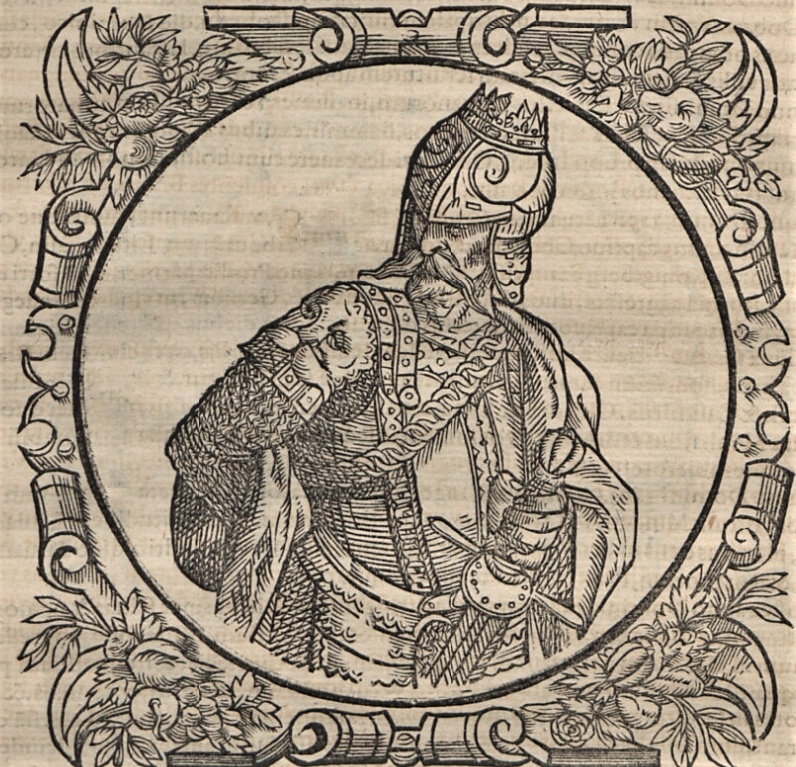
Raffigurazione di Gediminas nelle cronache di Alessandro Guagnini pubblicate nel 1578

I Golicyn sono una famiglia principesca russa discendente da Gediminas, il Granduca di Lituania. Suo figlio, Narimund, battezzato come Gleb, servì come principe di Novgorod, Ladoga e Orechovec.

### Ascesa
Il nipote di Narimund, Patrikej Aleksandrovič, principe di Zvenigorod in Volinia, divenne cittadino lituano nel 1408. I discendenti di Patrikej Aleksandrovič adottarono il cognome Patrikeev.

### XV e XVI secolo
I suoi figli e nipoti, come Vassian Patrikeev, vennero considerati i primi boiardi russi. Tra i suoi pronipoti c'era il principe boyaro Ivan Vasil'evič Bulgak, il cui figlio Michail Ivanovič guadagnò il soprannome "Golica" ed è riconosciuto come il fondatore della famiglia Golicyn.
Cinque generazioni dopo il fondatore, la linea dei principi Golicyn si divise in quattro rami, tre dei quali esistono ancora oggi.

### XVII secolo

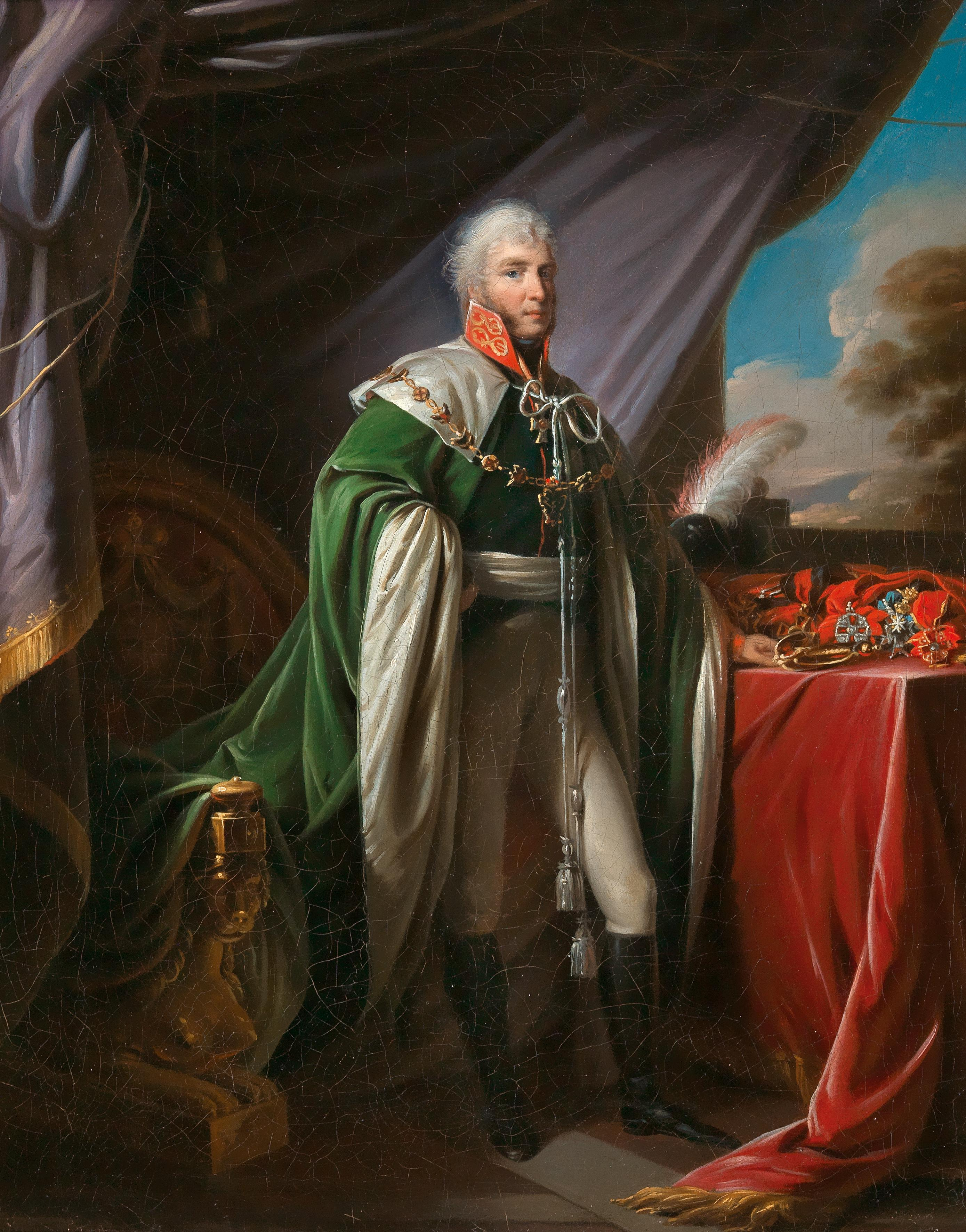
Ritratto del Principe Sergej Fëdorovič Golicyn di Giovanni Battista Damon-Ortolani.

Il suo pronipote principe Vasilij Golicyn (1619) fu attivo durante il Periodo dei torbidi e andò come ambasciatore in Polonia ad offrire la corona russa al principe Ladislao.

### XVIII secolo
Nel 1891, c'erano 90 maschi viventi, 49 principi e 87 principesse della famiglia Golicyn. Un ramo dei Golicyn, rappresentato dal Principe Dmitrij Vladimirovič, Governatore Generale di Mosca, ricevette il titolo di Altezza Serenissima nel 1841.
Il Principe Grigorij Sergeevič, nato nel 1838, era un generale tenente e senatore. Nel 1891, fu inviato con poteri speciali in Siberia durante il fallimento dei raccolti e successivamente divenne membro del Consiglio di Stato.

## Membri di rilievo
- Vasilj Vasil'evič Golicyn (1643-1714)
- Michail Michajlovič Golicyn (1675-1730)
- Aleksandr Michajlovič Golicyn (1718-1783)
- Dmitrij Michajlovič Golicyn (1721-1793)
- Dmitrij Alekseevič Golicyn (1738-1803)
- Dmitrij Dmitrievič Golicyn (1770-1840)
- Dmitrij Vladimirovič Golicyn (1771-1844)
- Aleksandr Nikolaevič Golicyn (1773-1844)
- Grigorij Sergeevič Golicyn (1838-1907)
- Boris Borisovič Golicyn (1862-1916)
- Nikolaj Dmitrievič Golicyn (1850–1925)
- Aleksej Dmitrievič Golicyn (1697-1768)
- Andrej Michajlovič Golicyn (1792-1863)
- Boris Andreevič Golicyn (1766-1822)
- Vladimir Borisovič Golicyn (1731-1798)
- Fëdor Nikolaevič Golicyn (1751-1827)
- Sergej Fëdorovič Golicyn (1749-1810)
- Michail Andreevič Golicyn (1639-1687)
- Nikolaj Dmitrievič Golicyn (1850-1925)
- Sergej Grigor'evič Golicyn (1803-1868)
- Demetrius Augustine Gallitzin (1770-1840)